# Euxoa numa
Euxoa numa là một loài bướm đêm trong họ Noctuidae.